# Парк скульптур у Клайпеді
Парк скульптур в Клайпеді або Парк скульптур Мартінаса Мажвідаса (лит. Klaipėdos skulptūrų parkas (Martyno Mažvydo skulptūrų parkas) — міський парк, розташований в центральній частині Клайпеди.

## Опис
Парк L-подібної форми займає площу в 12,2 га; на його території встановлено 116 сучасних скульптур, створених литовськими скульпторами в 1977-1991 роках, серед яких 10 авторів є лауреатами Національної премії в галузі культури і мистецтва. Це — один з найважливіших художніх акцентів культурної панорами Клайпеди. У 1986 році парк був оголошений пам'ятою природи місцевого значення.
Парк історичного і культурного значення належить самоврядуванню міста Клайпеди, а догляд за скульптурами здійснює Музей історії Малої Литви.

## Географічне розташування
Парк знаходиться між вулицями — K. Donelaičio, Liepų, Trilapio і S. Daukanto.
На північному заході — автобусний і залізничні вокзали Клайпеди. З півдня — Клайпедська картинна галерея ім. Пранаса Домшайтіса. Зі сходу в парк скульптур веде пішохідна алея М. Мажвідаса повз Факультет мистецтв університету Клайпеди.

## Галерея

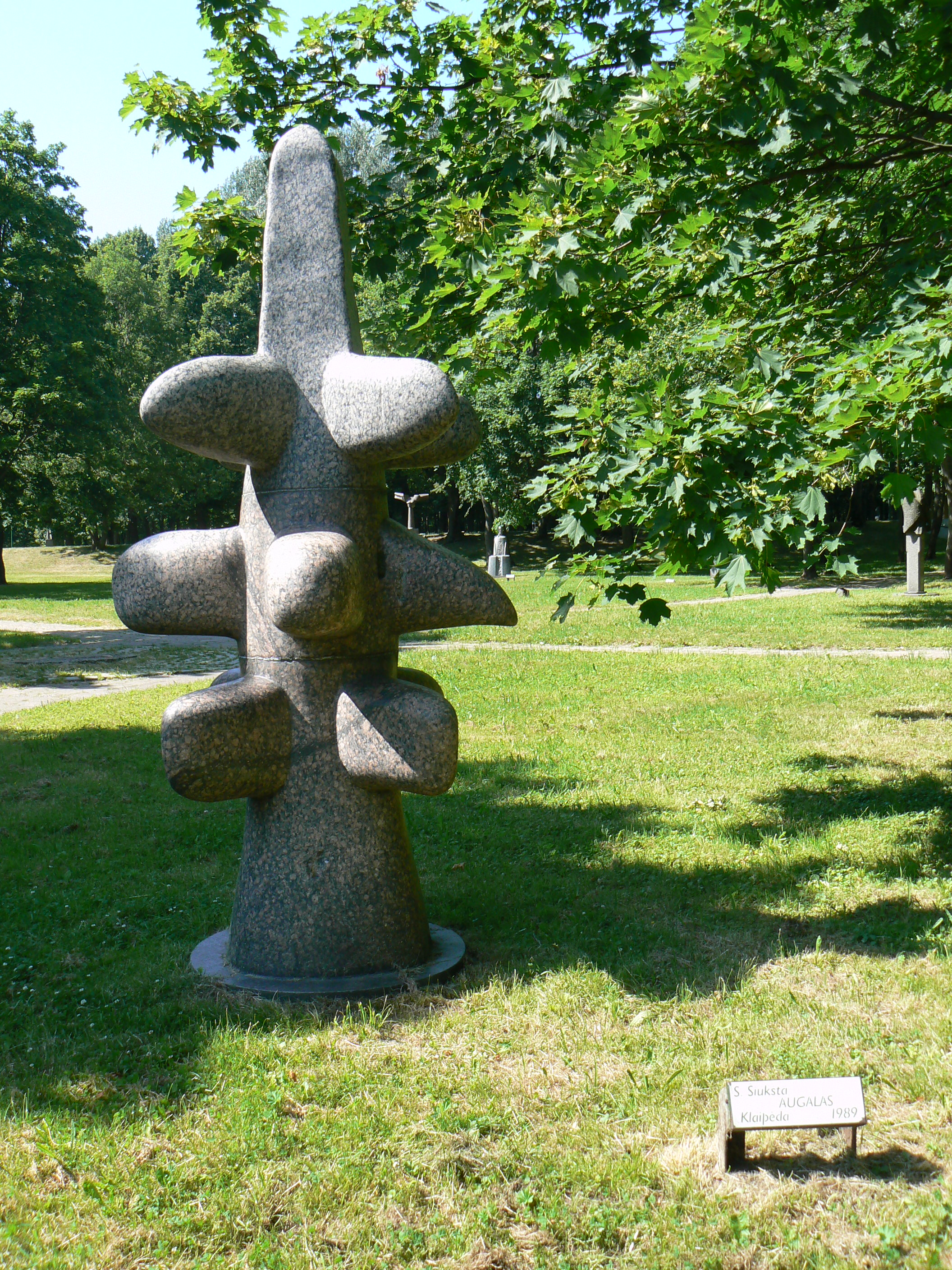
"Рослина" (С. Шюкшта, 1989)
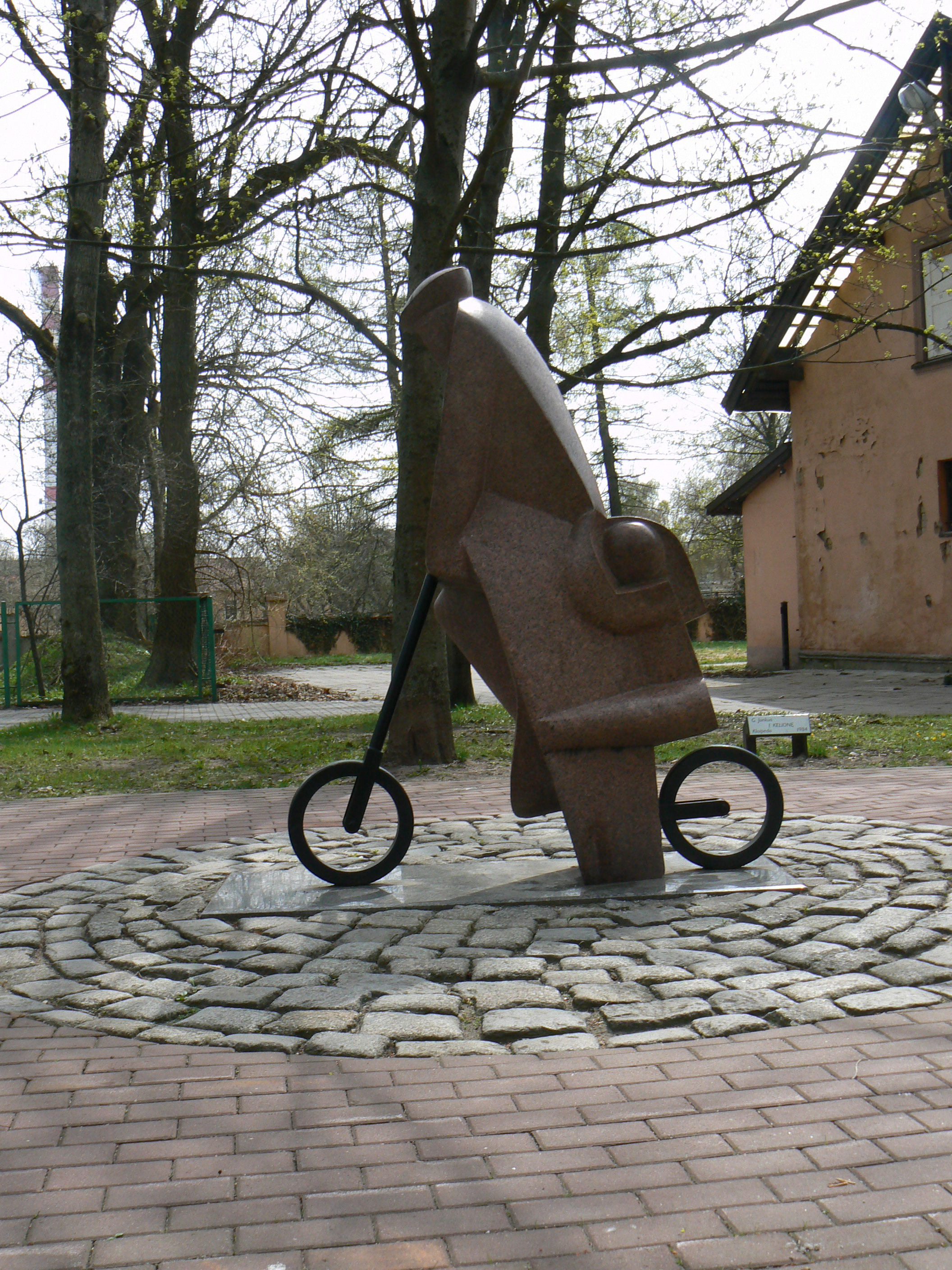
"Зібрався в дорогу" (Г. Йонкус, 1984)
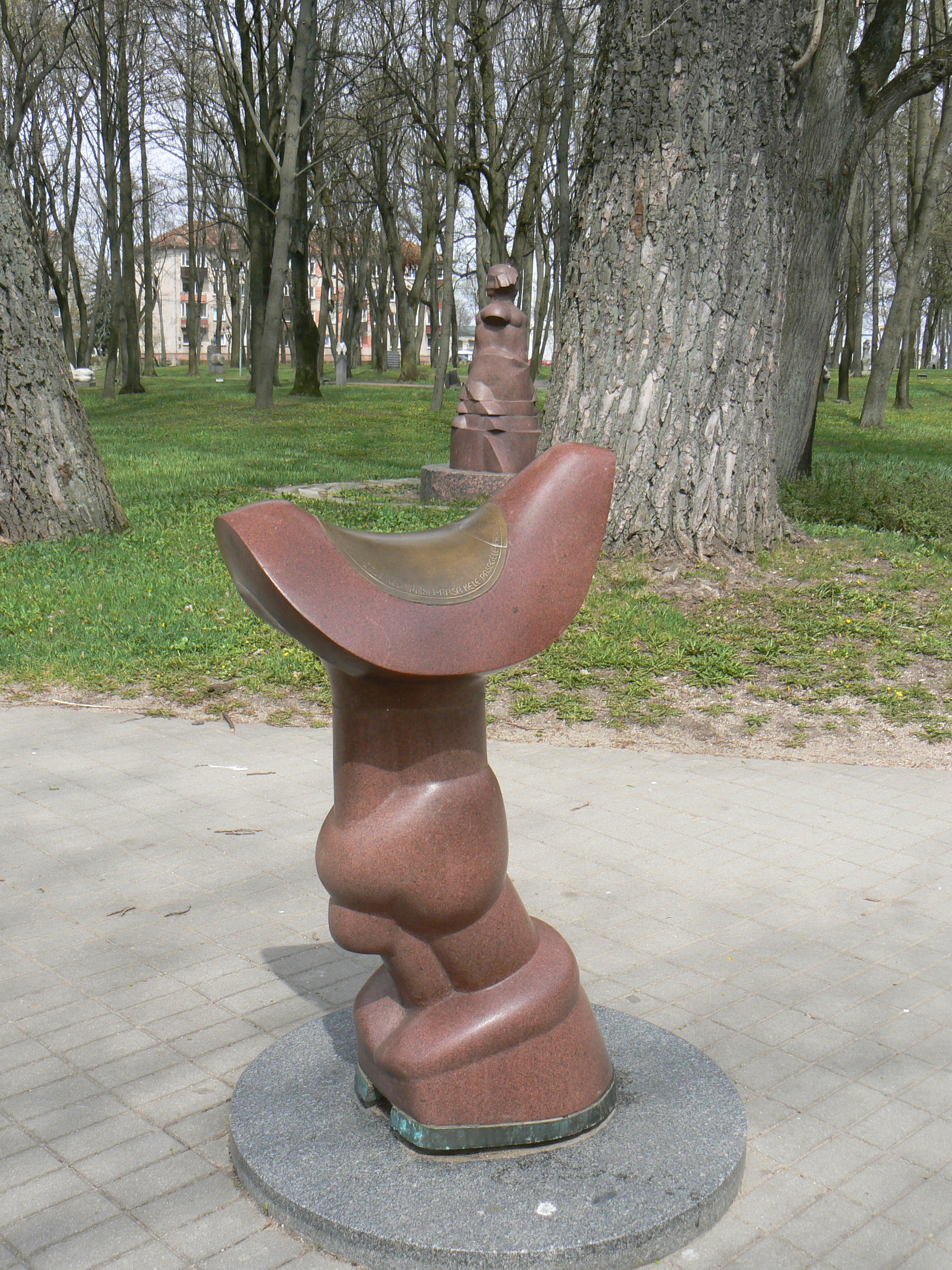
"Піднімала земля..." (Р. Мідвікіс, 1980)
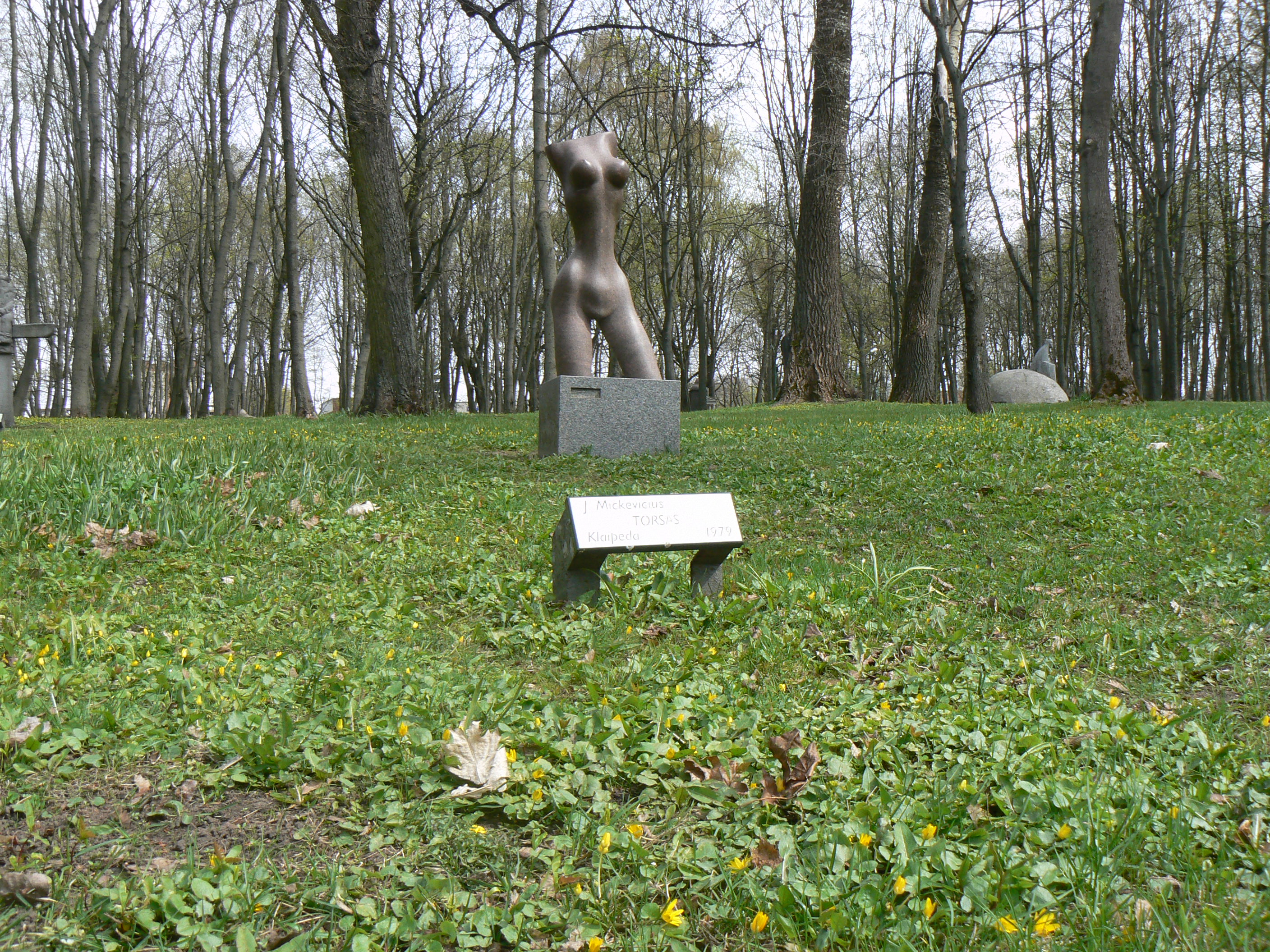
"Торс" (Й. Міцкявічус, 1979)
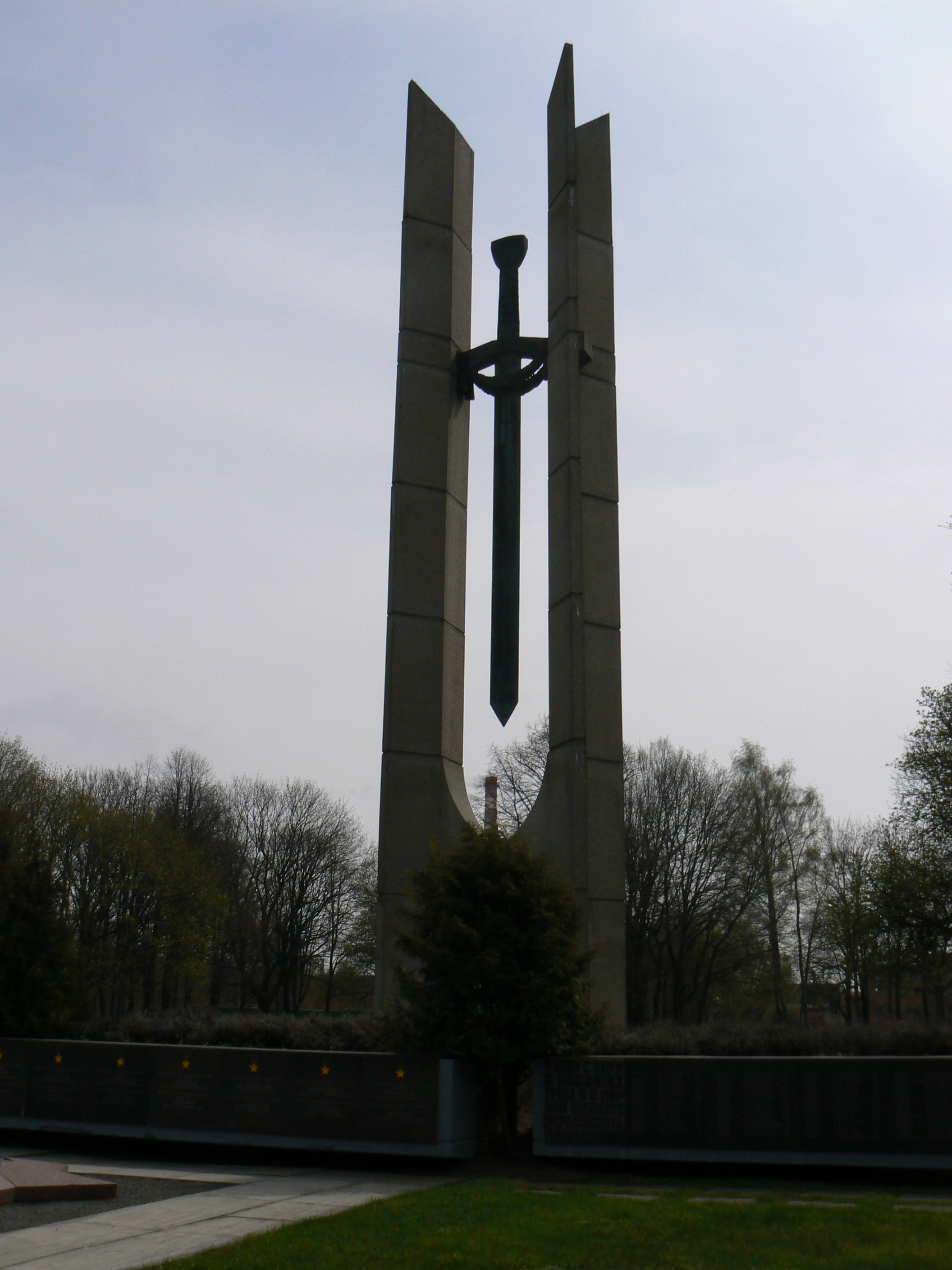
Меморіал полеглим в боротьбі з фашистською Німеччиною (архітектор П. Садаускас)
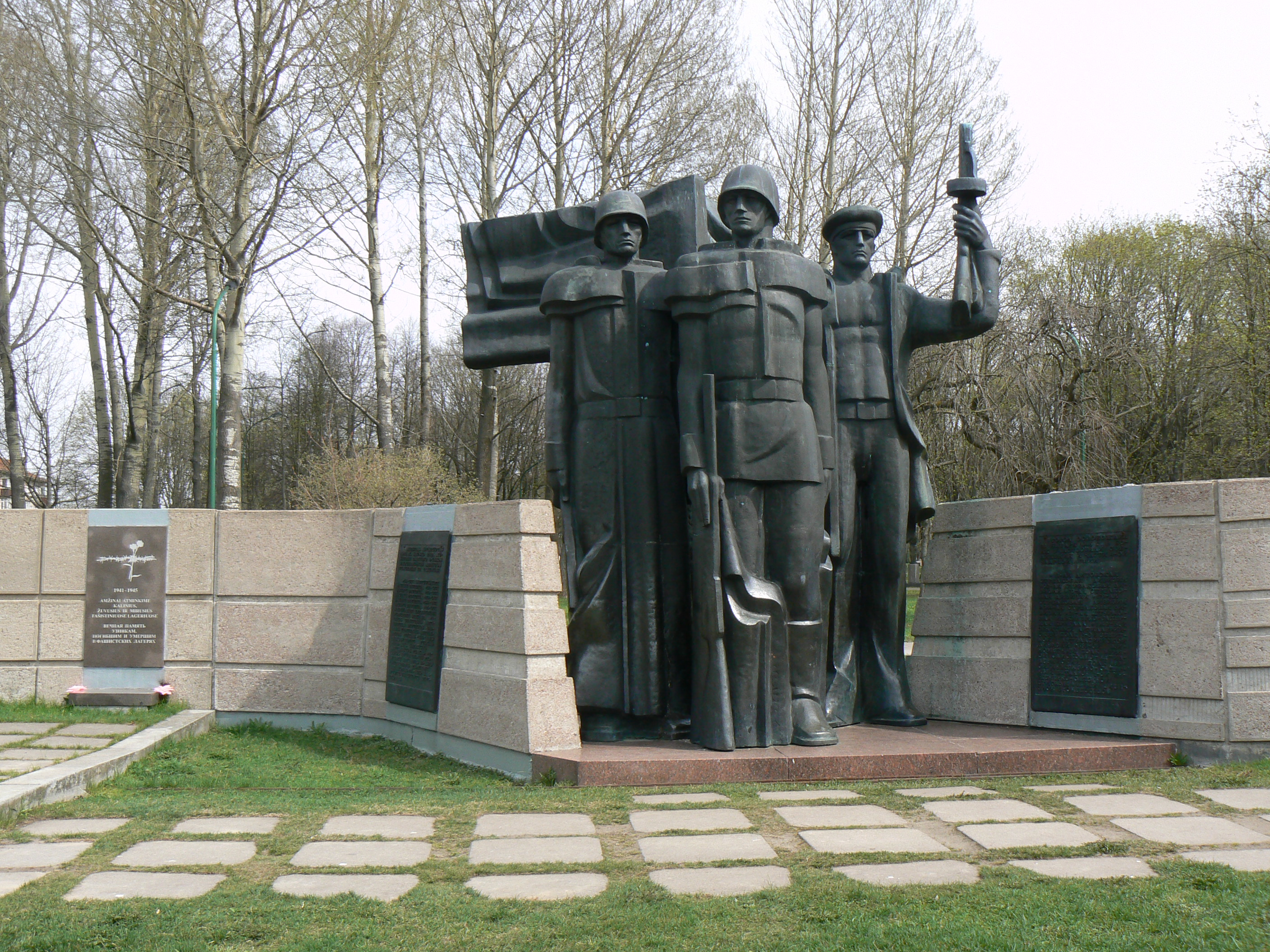
Композіція радянських воїнів в пам'ять про полеглих воїнів (скульптор Р. Даугінтіс)